# Municipio de West Hanover
El municipio de West Hanover (en inglés: West Hanover Township) es un municipio ubicado en el condado de Dauphin en el estado estadounidense de Pensilvania. En el año 2000 tenía una población de 6.505 habitantes y una densidad poblacional de 107.4 personas por km².

## Geografía
El municipio de West Hanover se encuentra ubicado en las coordenadas 40°23′00″N 76°43′59″O / 40.38333, -76.73306.

## Demografía
Según la Oficina del Censo en 2000 los ingresos medios por hogar en la localidad eran de $53,144 y los ingresos medios por familia eran de $57,009. Los hombres tenían unos ingresos medios de $41,158 frente a los $31,230 para las mujeres. La renta per cápita de la localidad era de $21,723. Alrededor del 3,1% de la población estaba por debajo del umbral de pobreza.